# Viktor Klima
Viktor Klima (* 4. červen 1947) je rakouský sociálně demokratický politik a obchodník, v letech 1997–2000 kancléř Rakouska.

## Životopis

### Mládí
Viktor Klima se narodil v Dolním Rakousku. V roce 1969 začal pracovat pro státní ropnou společnost a pracoval v ní až do začátku své politické kariéry roku 1992. V této práci se stal členem řídícího týmu.

### Ministr
V roce 1992 jmenoval kancléř Franz Vranitzky Klimu ministrem dopravy a průmyslu, kde působil do roku 1996, kdy se na rok stal ministrem financí.

### Rakouský kancléř
V roce 1997, kdy Vranitzky rezignoval, byl Klima zvolen předsedou Rakouské sociálně-demokratické strany. Zároveň se stal kancléřem Rakouska, a vládl v koalici své strany a lidovců. Jeho zástupcem byl budoucí nástupce Wolfgang Schüssel.
Během své vlády se Klima nechal inspirovat Tonym Blairem a Gerhardem Schröderem. Došlo také k privatizaci banky Creditanstalt, při níž opět propukla větší koaliční krize, a kterou pro sebe rozhodli Klima a s ním i sociální demokraté tím, že odsouhlasili nákup banky ústavem Bank Austria. Opovrhoval Jörgem Haiderem a jeho stranou svobodných.
V následujících volbách roku 1999 ztratili sociální demokraté mnoho hlasů, načež Viktor Klima jako kancléř odstoupil.

### Obchodní kariéra
O několik týdnů později, za pomoci jeho přítele Gerharda Schrödera, se Klima stal manažerem koncernu Volkswagen v Argentině, kde působil až do roku 2010.